# 커트 스틸링
"커트 스틸링"(영어: Caught Stealing)은 2025년 개봉 예정인 미국의 블랙 코미디, 범죄 영화이다. 대런 애러노프스키가 감독을 맡았으며, 찰리 휴스턴의 동명 소설이 영화의 원작이다.